# Nagroda im. Marka Cara
Nagroda im. Marka Cara – wręczana jest co roku w trakcie Forum Teleinformatyki. Nagrodzie patronuje tragicznie zmarły w 1997 roku, jeden z pomysłodawców i przewodniczący Rady Programowej Forum Teleinformatyki Marek Car. Celem nagrody jest wyróżnienie dokonań w zakresie wdrażania nowych technologii, ze szczególnym uwzględnieniem społecznych efektów działalności nagrodzonej osoby. Nagrodę tę przyznaje corocznie specjalnie powołana Kapituła Nagrody im. Marka Cara zgodnie z założeniami Regulaminu. Postać Marka Cara jest ściśle związana z najszerzej rozumianą popularyzacją wykorzystania informatyki w codziennym życiu, zarówno przedsiębiorstw i instytucji, jak i każdego człowieka.

## Laureaci
Lista laureatów nagrody:
- 2002: Konrad Makomaski – były prezes zarządu przedsiębiorstwa Marketplanet, Tadeusz Ołdakowski – Prezes Zarządu Krajowej Izby Rozliczeniowej SA
- 2003: prof. dr hab. Jan Madey – Pełnomocnik Rektora ds. Informatyzacji Dydaktyki i Zarządzania Uczelnią, Przewodniczący Rady Naukowej Instytutu Informatyki UW, Krzysztof Głomb – Prezes Stowarzyszenia Miasta w Internecie
- 2004: Zbigniew Olejniczak – Dyrektor Departamentu Informatyki Ministerstwa Gospodarki i Pracy
- 2005: Kajetan Wojsyk – Zastępca Naczelnika Wydziału Organizacyjnego w Urzędzie Miasta Częstochowy
- 2006: Edwin Bendyk – dziennikarz i publicysta tygodnika Polityka, Jan Maciej Czajkowski – pełnomocnik Prezydenta Miasta Łodzi ds. Informatyzacji Miasta
- 2007: prof. dr hab. inż. Wojciech Cellary – kierownik Katedry Technologii Informacyjnych w Akademii Ekonomicznej w Poznaniu
- 2008: dr inż. Grzegorz Bliźniuk i prof. dr hab. inż. Jerzy Nawrocki
- 2009: Piotr Kołodziejczyk i Jerzy S. Nowak
- 2010: Lesław Bańdur i prof. Maciej Marek Sysło
- 2011: prof. Jerzy Kisielnicki i Beata Wanic
- 2012: Anna Streżyńska i Mariusz Madejczyk
- 2013: dr hab. Grażyna Szpor i dr n. med. Leszek Sikorski
- 2014: Jarosław Deminet i prof. Krzysztof Diks
- 2015: prof. Michał Kleiber, dr Anna Beata Kwiatkowska
- 2016: Sebastian Christow, Krzysztof Pietraszkiewicz
- 2017: Janusz Dygaszewicz, Maciej Stroiński
- 2018: Krzysztof Mączewski, Janina Mincer-Daszkiewicz
- 2019: dr hab. Beata Czarnacka-Chrobot, prof. SGH, Paweł Pisarczyk
- 2020: dr hab. Dominik Batorski
- 2021: Dorota Kilańska i Agata Miazga[2]
- 2022: prof. dr hab. Ewa Ziemba[3]
- 2023: Krzysztof Silicki, dr hab. Roman Szwed[4]